# Бонндорф-им-Шварцвальд
Бонндорф-им-Шварцвальд (нем. Bonndorf im Schwarzwald) — город в Германии, в земле Баден-Вюртемберг.
Подчинён административному округу Фрайбург. Входит в состав района Вальдсхут. Население составляет 6848 человек (на 31 декабря 2010 года). Занимает площадь 76,03 км². Официальный код — 08 3 37 022.
Город подразделяется на 8 городских районов.

## Известные уроженцы

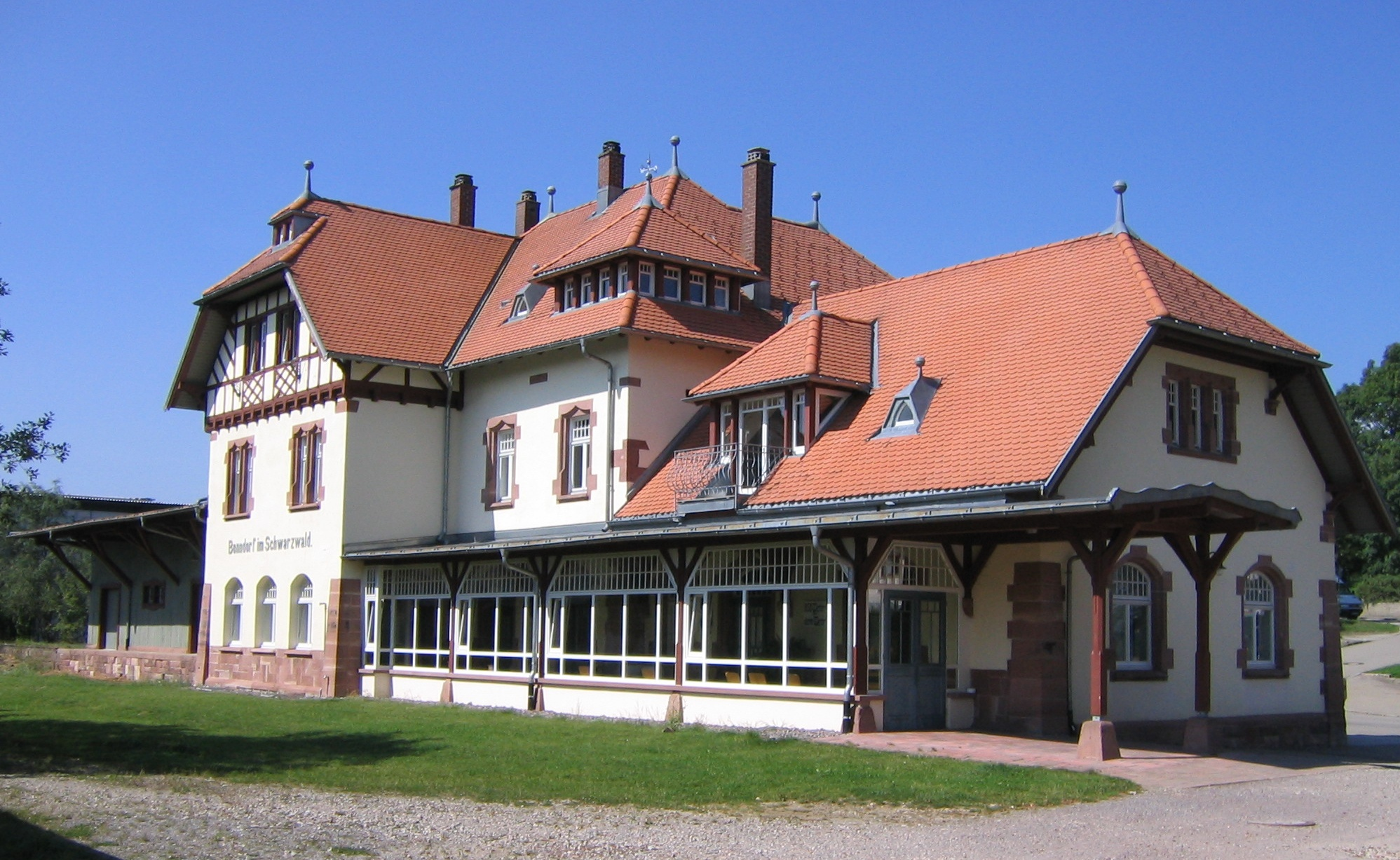
Вокзал

- Тома, Рихард (1847—1923)  — немецкий физиолог и патологоанатом.